# A. P. Younger
Andrew Percival Younger (25 de setembro de 1890 – 29 de novembro de 1931) foi um roteirista estadunidense que trabalhou durante a era do cinema mudo e do início do cinema sonoro. Escreveu para mais de sessenta filmes entre 1919 e 1931, principalmente para a Universal Pictures, bem como para outros estúdios como Tiffany e Metro. Nasceu em Sacramento, Califórnia, e morreu acidentalmente por um tiro em sua residência em Los Angeles, Califórnia, em 29 de novembro de 1931. Alguns de seus filmes mais conhecidos são A Dançarina de Aluguel (1927), com Joan Crawford, e Brown of Harvard (1926), com William Haines.